# Samantha Jade
Samantha Jade Gibbs (née le 18 avril 1987 à Perth, en Australie-Occidentale) est une auteure-compositrice-interprète, actrice et mannequin australienne. 
Bien qu'elle commence sa carrière dans les années 2000, elle se fait surtout connaître, du grand public, la décennie suivante, pour avoir remporté la quatrième saison de The X Factor, en Australie, le 20 novembre 2012 ; devenant alors la première artiste féminine à remporter ce concours dans son pays. À la suite de sa victoire, elle a signé un contrat avec le label Sony Music Australia.

## Biographie

### Jeunesse et formation
Née à Perth, en Australie-Occidentale, Samantha est la fille aînée de Kevin Gibbs, d'origine anglo-indien, et Jacqueline Deans Gibbs, d'origine écossaise. Elle a deux frères cadets, Alex et Thomas Gibbs. Sa maman est décédée d'un cancer le 8 juin 2014.
À l'âge de quatre ans, Samantha s'est lancée dans le mannequinat et, à l'âge de neuf ans, elle a gagné un concours de chant après avoir chanté la célèbre hymne chrétienne Amazing Grace. Elle a étudié aux écoles Good Shepherd Catholic Primary School et Hampton Senior High School.

### Débuts de carrière

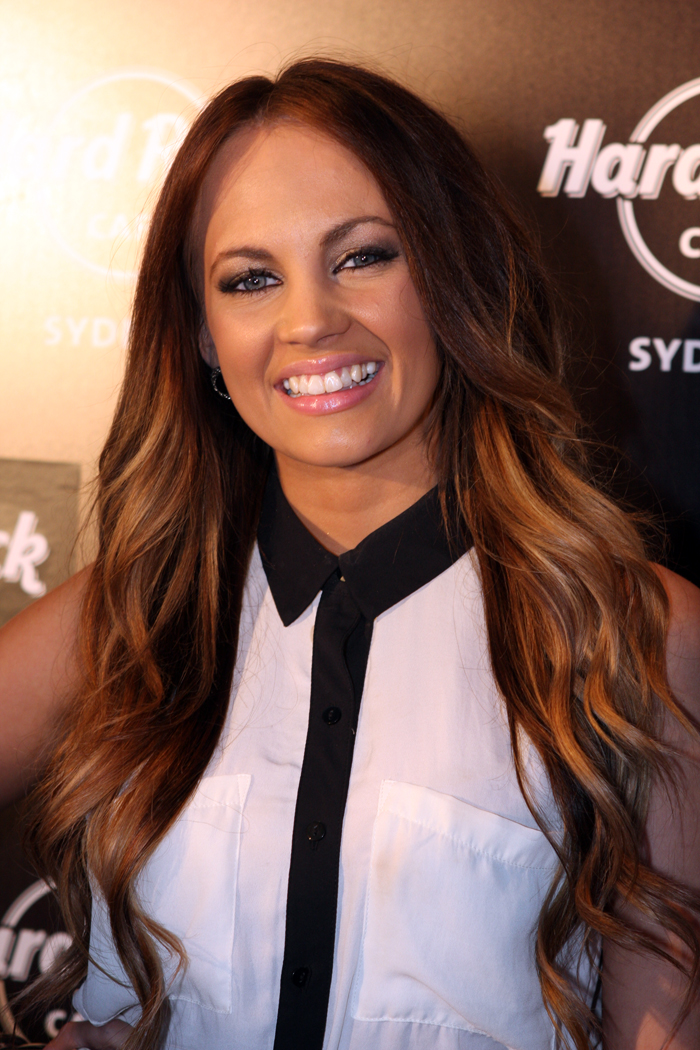
Lors d'une soirée mondaine organisée par Hard Rock Cafe, en 2011.

En 2002, une amie de Samantha envoie une démo de cette dernière à un producteur de musique américain, qui l'invite à venir le rejoindre avec sa famille à Los Angeles. Samantha et sa famille emménagent donc à Los Angeles l'année suivante.
En 2004, elle signe un contrat avec le label américain Jive Records et commence à enregistrer plusieurs démos. Cette même année, elle co-écrit la chanson Secret Love pour la chanteuse américaine JoJo, issue de la bande originale du film Gang de requins.
En 2006, à l'âge de 19 ans, elle enregistre la chanson Step Up pour la bande originale du film Sexy Dance. Pendant une semaine, le single fut placé 92e dans le Pop 100. En 2007, Samantha sort son premier single officiel, intitulé Turn Around, qui a été placé 83e dans le ARIA Charts. Une déception commerciale. Après avoir travaillé pendant plus de trois ans sur son premier album, intitulé My Name is Samantha Jade, et malgré de prestigieuses collaborations avec Rodney Jerkins, Timbaland, Max Martin et Stargate, l'album n'est finalement jamais sorti,.
En 2007, Samantha co-écrit la chanson Positivity pour l'actrice et chanteuse américaine Ashley Tisdale.
En 2009, Samantha se fait renvoyer par son label Jive Records, mais la jeune femme tente de persévérer en travaillant avec le label indépendant Affinity West Entertainment. Cette même année, à l'âge de 22 ans, Samantha tourne dans son premier film, Le Cœur de l'océan aux côtés de l'acteur américain Paul Wesley,.
Par la suite, elle a enregistré une chanson en collaboration avec le DJ français David Guetta, I Need You Now, pour le quatrième album de celui-ci One Love. En juillet 2009, Samantha a sorti son troisième single, intitulé Secret, qui fut un échec.
En 2010, la jeune femme quitte Los Angeles pour revenir dans sa ville natale, afin de travailler pour son père.

### RévélationThe X Factor

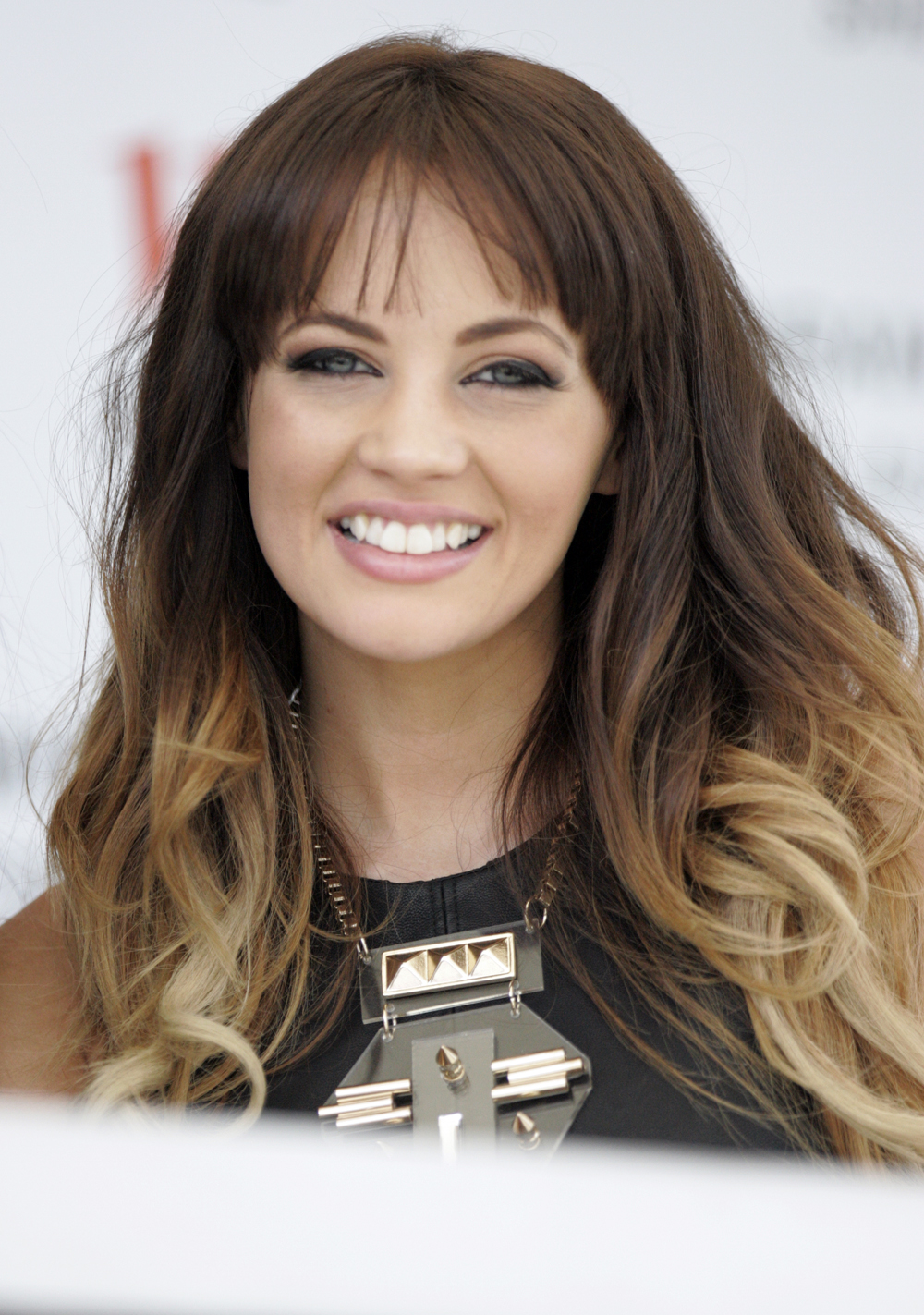
En 2012, l'année de sa victoire à The X Factor.

Après une pause de trois ans, Samantha auditionne pour le grand concours The X Factor, en Australie, en 2012. Sa prestation sur Breakeven, du groupe irlandais The Script, est plébiscitée et a même émue l'un des juges, Guy Sebastian. Elle impressionne aussi avec des reprises de titres pop à succès comme Bleeding Love de Leona Lewis et Everytime de Britney Spears.
Samantha Jade remporte la compétition le 20 novembre 2012 ; elle décroche alors un contrat avec le label australien Sony Music Australia.
Peu après sa victoire, Samantha commercialise un single, What You've Done to Me - co-écrit par Jörgen Elofsson, le titre décroche la première place du ARIA Charts trois jours seulement après sa sortie. Après s'être vendu à plus de 210 000 exemplaires, le single a été certifié triple platine par la ARIA.
Le 7 décembre 2012, elle sort son premier album, intitulé Samantha Jade, qui a été placé 3e dans le ARIA Charts et a été certifié or après s'être vendu à plus de 35 000 exemplaires. L'album est composé de tous les titres qui ont fait son succès dans le télé-crochet, comme Wide Awake de Katy Perry, Scream d'Usher mais encore Where Have You Been de Rihanna.
Durant cette période, l'ancienne maison de disque de Jade, commercialise son premier album original, The Golden Touch, sur iTunes, sans l'autorisation de la chanteuse ni de Sony Music. Une procédure en justice fut entamée par la suite afin de régler ce conflit d'intérêts,.

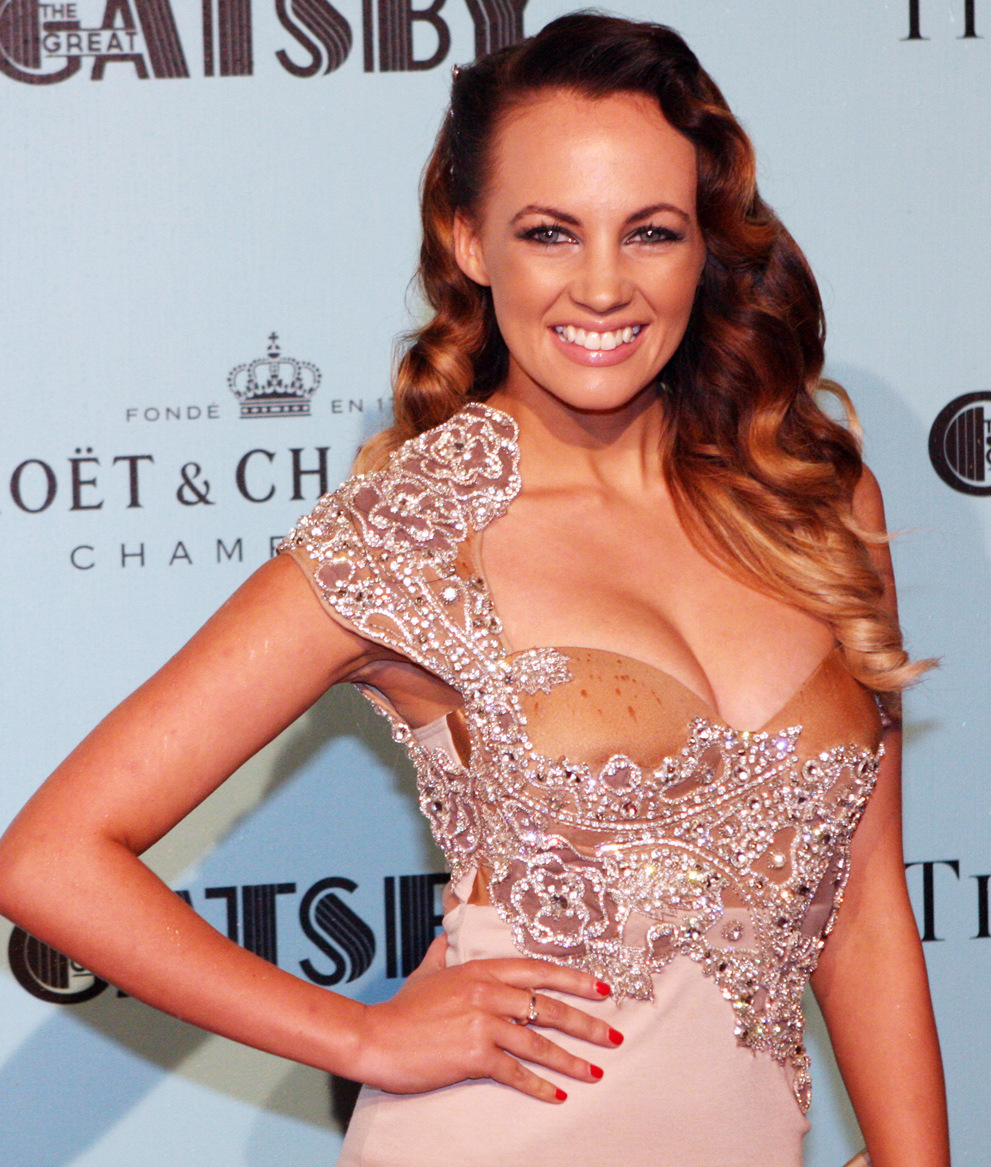
Lors de l'avant-première australienne de Gatsby le Magnifique, en 2013.

En janvier 2013, Samantha est partie en tournée à travers l'Australie pour le X Factor Tour. Le 28 juin 2013, elle commercialise le premier single de son deuxième album, Firestarter ; qui a été placé 9e dans le ARIA Charts et certifié platine. Lors des ARIA Music Awards, en novembre 2013, la chanteuse remporte le prix du meilleur clip pour ce titre.
Le 15 novembre 2013, elle sort un deuxième single, Soldier, qui a été placé 17e dans le ARIA Charts. Un titre mid-tempo, produit par les producteurs de Jessica Mauboy, qui parle de rupture, au moment même ou la chanteuse vient de mettre fin à sa relation avec le producteur suédois Christian Nilsson.
En janvier 2014, Jade participe au collectif I Am Australian aux côtés de Dami Im, Jessica Mauboy et d'autres.
En février 2014, Samantha joue le rôle de Kylie Minogue dans la mini-série INXS : Never Tear Us Apart,. Les critiques et Kylie Minogue en personne, salueront la performance de Samantha Jade et la ressemblance,,. Grâce à son interprétation, elle reçoit une citation pour un Logie Awards.

### DeNineàSummer Bay

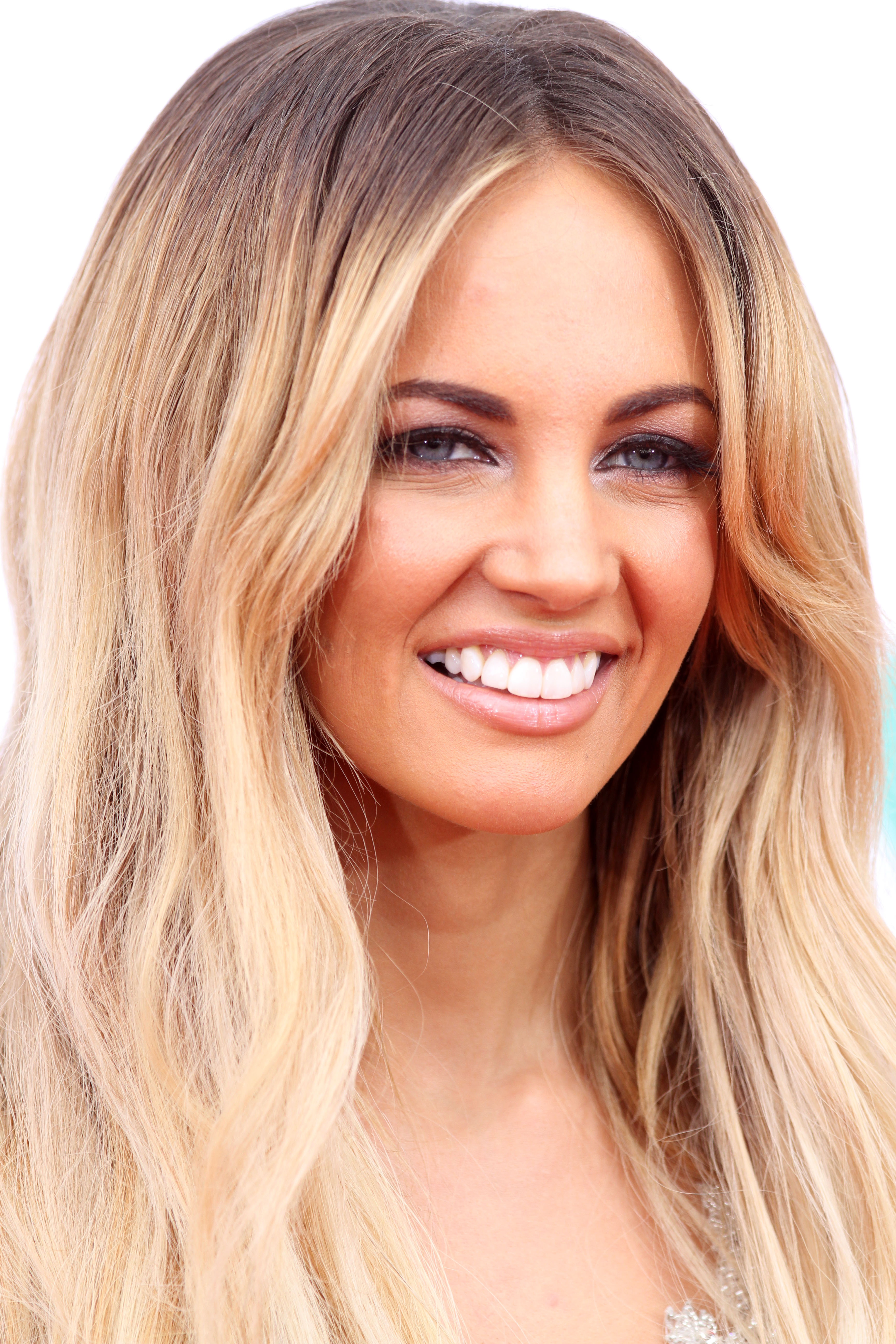
Lors de la cérémonie des ARIA Music Awards à Sydney, en 2014.

Le 11 avril 2014, elle commercialise un troisième single, Up! , certifié disque d'or pour plus de 35.000 ventes et, le 21 novembre 2014, un quatrième single, Sweet Talk qui ne rencontre pas le même engouement. La même année, elle cumule également de nombreuses citations lors de la cérémonie des World Music Awards.
En février 2015, elle assure la première partie de la tournée australienne du groupe One Direction.
Compte tenu du décès de la mère de Samantha Jade des suites d'un cancer, son premier album studio après sa victoire à The X Factor, initialement prévu pour 2014, fut finalement reporté à fin 2015. Il s'intitule Nine et est sorti le 20 novembre 2015.
Album très prometteur, il contient une collaboration avec le rappeur américain Pitbull intitulée Shake That, visant à donner une dimension internationale à la chanteuse. Ce single fut un échec commercial en Australie malgré une tentative de relance grâce à un live sur la scène de The X Factor le 9 novembre 2015. Le vidéoclip a également fait l'objet de critiques en raison d'utilisation massive de filtres dénaturant le visage de la chanteuse. En revanche, le B-side du single Shake That, intitulé Armour, aux tonalités similaires à One Last Time d'Ariana Grande, a fait l'unanimité auprès de la critique musicale, qui l'a qualifié de "pure merveille". Cependant, ce titre n'a jamais fait l'objet de quelconque promotion. Son deuxième single de l'album Nine, intitulé Always, sort le 3 mars 2016. La chanson Nine lui tient particulièrement à cœur et est une dédicace à sa mère. Alors que le single Always se démarque et frôle les 30.000 ventes, l'album Nine fut un véritable échec commercial.

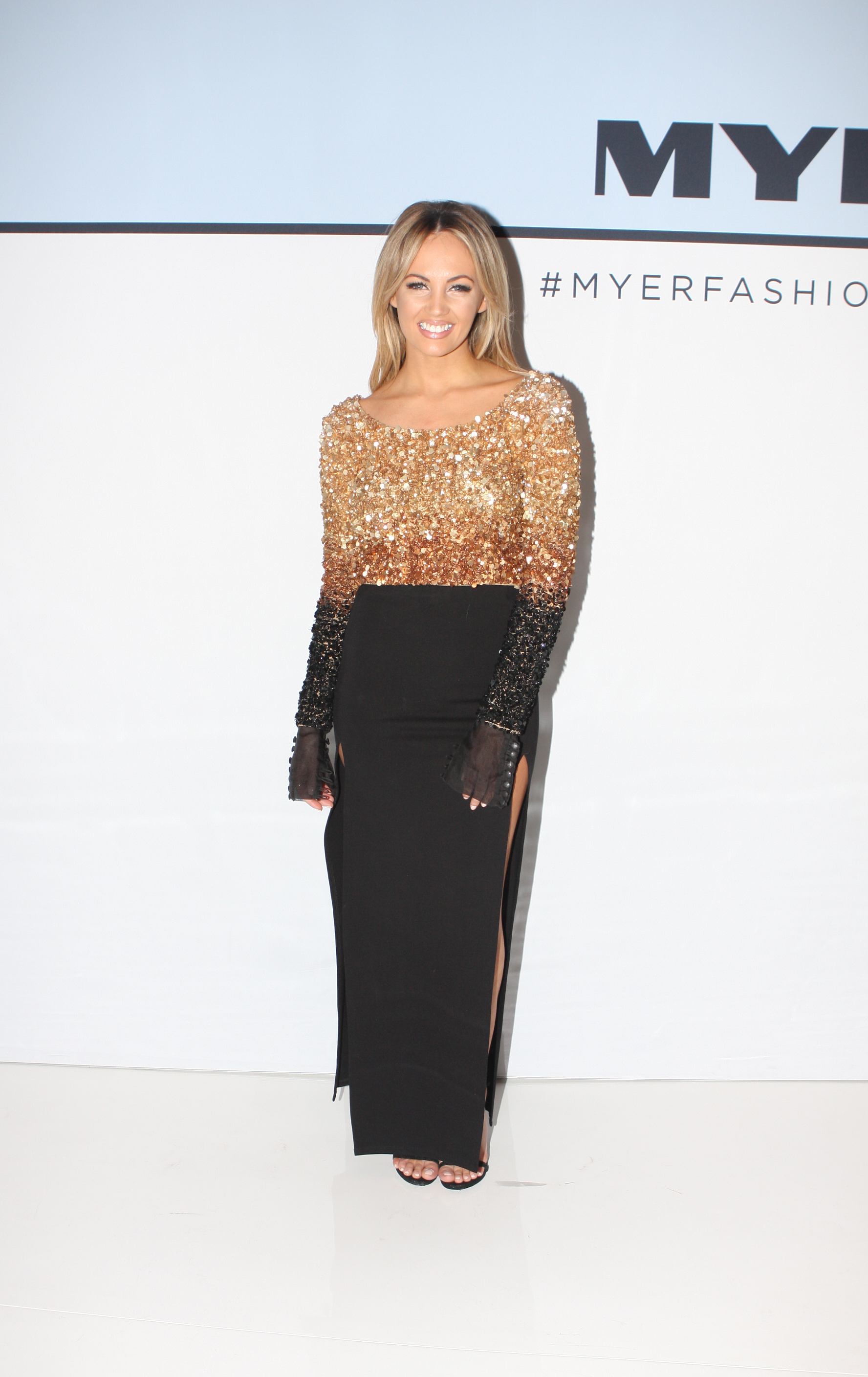
Photographiée en 2015.

2016 marque une percée de plus en plus remarquée de Samantha Jade dans l'univers de l'acting. En effet, Samantha Jade rejoint la distribution de la série Home and Away, où elle joue le rôle d'Isla, une méchante. Les rumeurs de relation avec Nic Westaway furent vite oubliées à la suite de leurs démentis.
Le 29 novembre 2016, Samantha Jade et Cyrus Villanueva sortent le single Hurt Anymore, qui n'est pas sans rappeler le rythme de la chanson d'Ellie Goulding, Love Me Like You Do. Samantha Jade et Cyrus Villanueva ont également fait la promotion de leur nouveau single sur le plateau de The X Factor en novembre 2016. Ce titre rencontre le succès sur la plateforme iTunes en Australie.
Début 2017, Samantha Jade fait une tournée internationale avec Boyzlife Tour. Elle décide également de déménager définitivement à Londres en 2017 où elle collabore en vue de devenir blogueuse mode et modèle photo auprès de différentes marques.
Elle développe son réseau en Europe en visitant les studios de Shazam à Londres ou en effectuant des voyages en France. Des indices à la suite de ses multiples publications sur Instagram ou Snapchat révèlent que la chanteuse prépare un nouvel album avec des producteurs londoniens. Un extrait du premier single promotionnel, intitulé Circles On The Water a été publié sur son compte Instagram, montrant également les extraits du clip vidéo dont la sortie est prévue le 2 juin 2017.

### DeBest Of My LoveàThe Magic of ChristmasetBounce

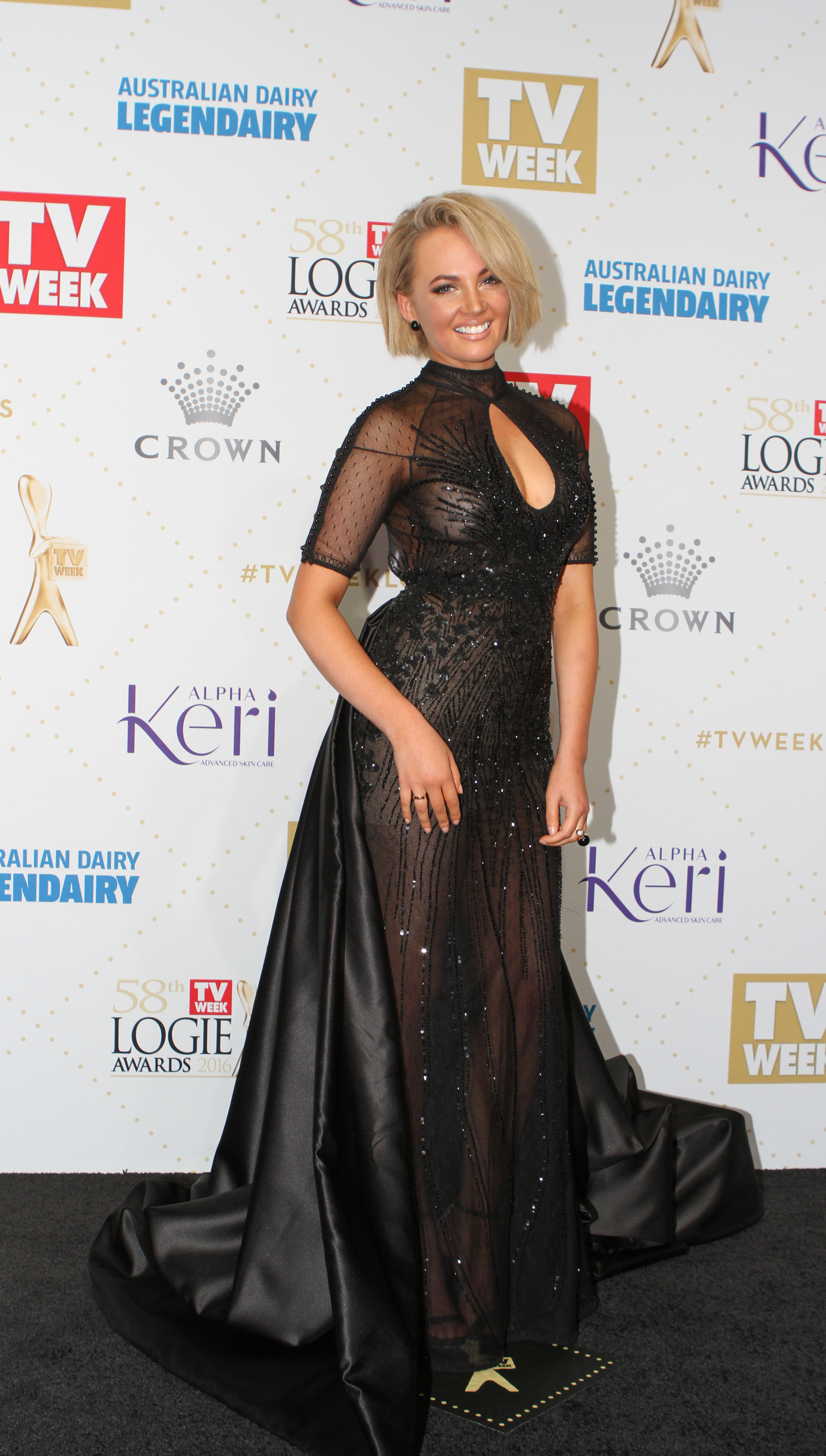
Lors de la 58^{e} cérémonie des Logie Awards, en 2016.

Après le gros échec commercial de son album Nine, Samantha Jade toujours sous le label Sony Music Australia, a annoncé collaborer sur un nouvel album composé de reprises de tubes d'artistes de renom du disco telles que Diana Ross, Bee Gees, Donna Summer, and Gloria Gaynor. Ce projet d'album s'intitule Best Of My Love, sort le 20 avril 2018. Samantha Jade, dans une interview, annonce qu'il s'agit d'un pari très risqué pour la suite de sa carrière. Le premier single promotionnel s'intitule Best Of My Love, une reprise du groupe américain de R&B The Emotions. Un second single a fuité accidentellement sur YouTube avant d'être retiré, intitulé Roller Skates, qui n'est pas une reprise, mais une des deux créations originales de l'album avec Let Me Love You, chanson engagée pour l'égalité du mariage en Australie.
Puis, après le succès de sa tournée australienne Best Of My Love Tour, elle sort rapidement un nouvel album sur la thématique de Noël, The Magic of Christmas, qui est notamment composé d'un duo avec Guy Sebastian qui a participé à sa révélation dans The X Factor,.
En 2019, l'année ou elle est nommée pour l'ARIA Music Awards du meilleur album contemporain pour The Magic of Christmas, elle fait surtout son retour, en fin d'année, avec le titre pop Bounce, annonciateur d'un nouvel album à paraître,,. Dans le même temps, elle enregistre un duo avec le groupe Sunset City intitulé Forget It All, un titre en lice pour le prix de la chanson de l'année lors de la cérémonie des Gold Coast Music Awards 2020. L'année où elle commercialise un nouveau titre intitulé In The Morning que Samantha Jade a écrit, puis elle assure, quelques dates, de la première partie de la tournée du groupe Pentatonix en Australie.  

## Vie privée
Samantha a vécu à Los Angeles, en Californie (États-Unis), pendant plusieurs années pour sa carrière musicale. N'ayant pas trouvé de maison de disques, la jeune femme est repartie vivre à Perth, afin de travailler dans l'entrepôt de son père. Plus tard, elle emménage à Sydney où elle devient maquilleuse avant de relancer sa carrière de chanteuse en 2012.
En fin d'année 2013, Samantha s'est séparée de son compagnon Christian Nilsson, un producteur de musique suédois, après sept ans de vie commune,.
Des rumeurs ont été émises en mars 2015 quant à une éventuelle relation avec un des membres des One Direction, Niall Horan.
Samantha Jade a officialisé sa relation avec Pat Handlin, fils du PDG de Sony Music Australia.

## Discographie
Sauf indication contraire ou complémentaire, les informations mentionnées dans cette section proviennent de la base de données Discogs.

### Albums
- 2012 : The Golden Touch
- 2012 : Samantha Jade
- 2015 : Nine
- 2018 : Best Of My Love
- 2018 : The Magic Of Christmas

### Singles
- 2006 : Step Up
- 2007 : Turn Around
- 2009 : Secret
- 2012 : What You've Done to Me
- 2013 : Firestarter
- 2013 : Breakeven (en featuring avec Novita Dewi)
- 2013 : Soldier
- 2014 : I Am Australian (en featuring avec Dami Im, Jessica Mauboy, Justice Crew, Nathaniel Willemse, Taylor Henderson)
- 2014 : Up!
- 2014 : Sweet Talk
- 2015 : Shake That (en featuring avec Pitbull)
- 2015 : Armour
- 2016 : Always
- 2016 : Hurt Anymore (avec Cyrus Villanueva)
- 2017 : Circles On The Water
- 2017 : Nothing Without You
- 2018 : Best Of My Love
- 2018 : Roller Skates
- 2019 : Bounce
- 2019 : Forget It All (avec Sunset City)
- 2020 : In the Morning

### Influences

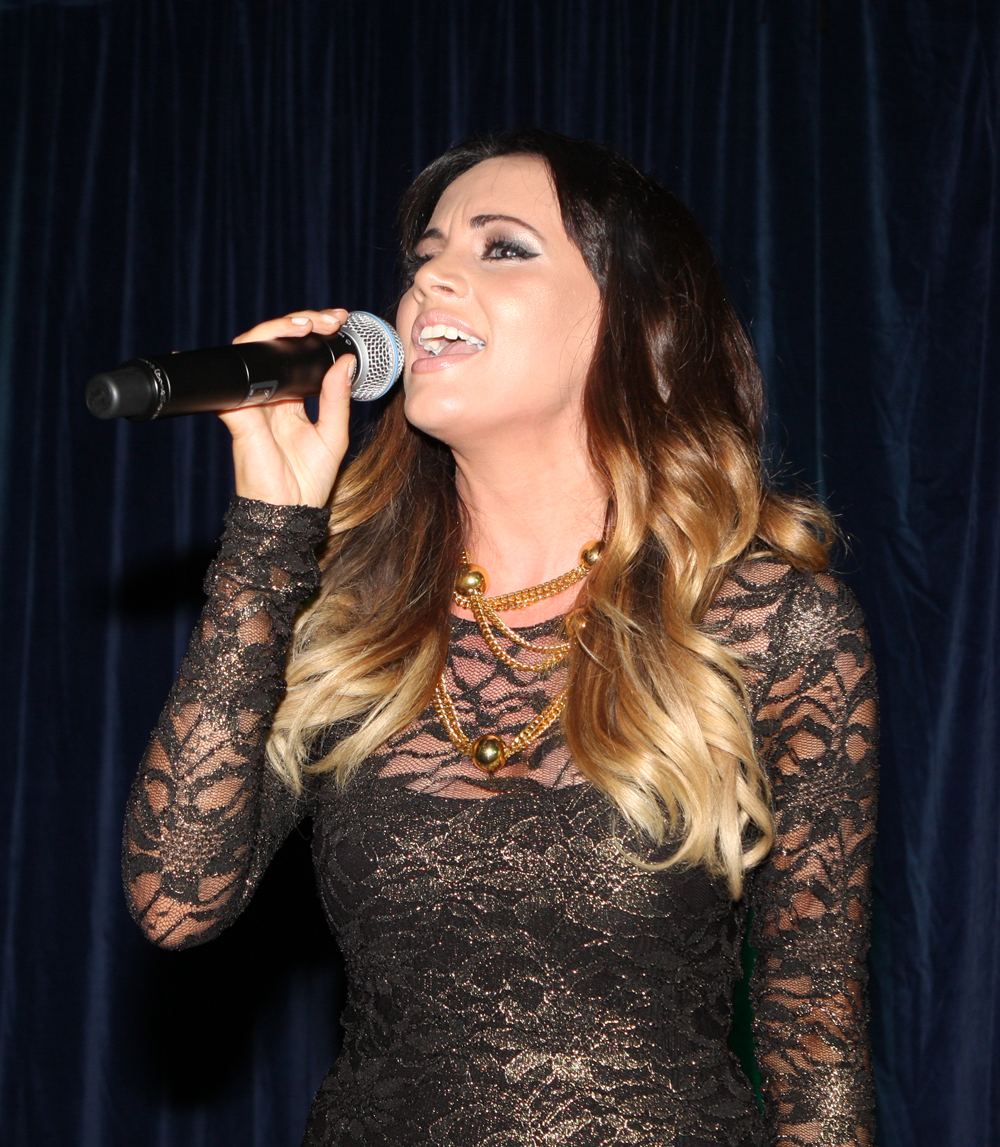
Performance de la chanteuse, en 2013.

Samantha Jade est une soprano légèrement lyrique avec un timbre chaud, vif et clair. Elle cite Beyoncé, Robyn et Mariah Carey comme ses principales influences musicales mais est souvent considérée comme une Ariana Grande australienne. 
Concernant son album Nine, elle le décrit comme étant très personnel, à l'inverse de Best Of My Love, son album de reprises disco,. Parolière depuis ses débuts, elle participe à l'écriture de plusieurs de ses chansons.

## Filmographie

### Télévision

#### Séries télévisées
- 2014 : Never Tear Us Apart: The Untold Story of INXS : Kylie Minogue (mini-série, 2 épisodes)
- 2016 : Summer Bay : Isla Schultz (13 épisodes)
- 2017 : House of Bond : Tracey Tyler (mini-série, 2 épisodes)
- 2017 : Love Child : Une chanteuse (1 épisode)

#### Téléfilms
- 2010 : Le Cœur de l'océan de Michael D. Sellers : Kita
- 2017 : Home and Away: All of Nothing de Troy Dignon : Isla Schultz

## Distinctions

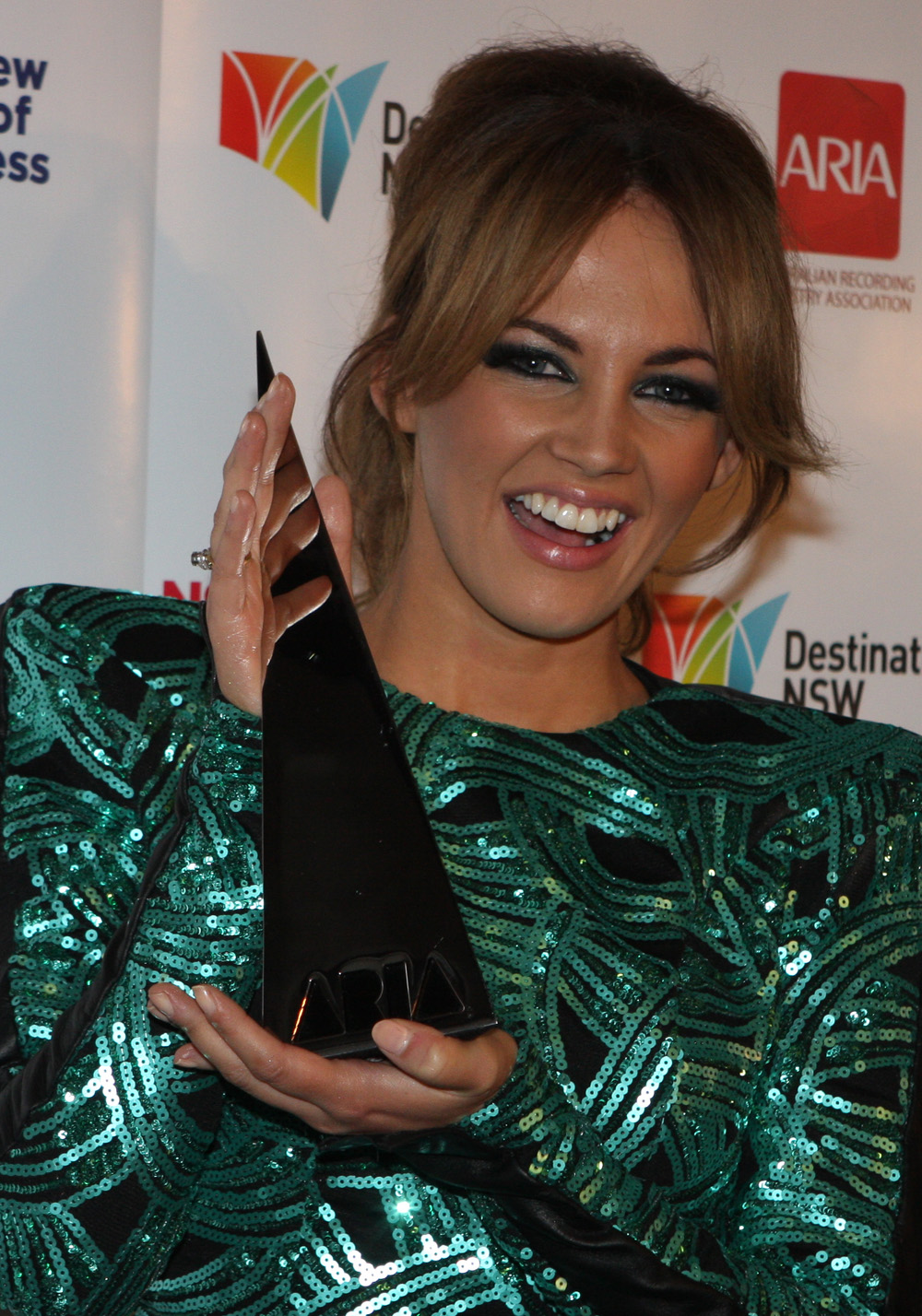
Récompensée aux ARIA Music Awards 2013.

Note : Cette section récapitule les principales nominations et récompenses obtenues par Samantha Jade.

### Récompenses
- Poprepublic.tv IT List Awards 2012 : artiste féminine préférée
- ARIA Music Awards 2013 : meilleur clip vidéo pour Firestarter

### Nominations
- Poprepublic.tv IT List Awards 2012 : 
  - Meilleur single de l'année pour What You've Done to Me
  - Meilleur album de l'année pour Samantha Jade
  - Meilleure révélation de l'année
- ARIA Music Awards 2013 : Chanson de l'année pour What You've Done to Me
- World Music Awards 2014[68],[69],[70],[71],[72] :
  - meilleure artiste féminine
  - meilleure performance live
  - Entertainer of the Year
  - meilleure chanson pour Firestarter
  - meilleure clip vidéo pour Firestarter
- Logie Awards 2015 : meilleur nouveau talent pour Never Tear Us Apart: The Untold Story of INXS[73]
- Auspop Awards 2017 : Artiste de l'année[74]
- ARIA Music Awards 2019 : meilleur album contemporain pour The Magic of Christmas